# Registro Nacional de Lugares Históricos no Condado de Glenn

Condado de Glenn destacado no mapa da Califórnia.

Esta é a lista de lugares históricos do Condado de Glenn, Califórnia, listados no Registro Nacional de Lugares Históricos.

## Listagem atual
Legenda:
| NRHP | Registro Nacional de Lugares Históricos |
| NHL  | Marco Histórico Nacional                |
| NHLD | Distrito Histórico Nacional             |
| HD   | Distrito Histórico                      |
| NHS  | Local Histórico Nacional                |
| NMEM | Memorial Nacional dos EUA               |
| NMON | Monumento Nacional dos EUA              |
| NHP  | Parque Histórico Nacional dos EUA       |
| NMP  | Parque Nacional Militar dos EUA         |

| [ 1 ] | Nome                                                 | Imagem | Inclusão                        | Endereço e coordenadas                                  | Localidade    | NRIS     | Observações |
| ----- | ---------------------------------------------------- | ------ | ------------------------------- | ------------------------------------------------------- | ------------- | -------- | ----------- |
| 1     | Agência Postal dos Estados Unidos-Central de Willows |        | 11 de janeiro de 1985 (40 anos) | West Sycamore Street, 315 39° 31′ 14″ N, 122° 12′ 27″ O | Willows       | 85000124 |             |
| 2     | Ponte Gianella                                       |        | 8 de julho de 1982 (42 anos)    | CA 32 39° 45′ 04″ N, 121° 59′ 46″ O                     | Hamilton City | 82004614 |             |